# 거제조선해양문화관
거제조선해양문화관은 경상남도 거제시 소재의 공립 박물관이다.

## 연혁
- 2003년 10월 15일 개관

## 관람 안내
관람 시간
- 매표시간: 09:00 ~ 17:00
- 관람시간: 09:00 ~ 18:00

휴관일
- 설날, 추석 당일만 휴관
- 시장이 휴관이 필요하다고 인정하여 정하는 날